# Dechy

Dechy este o comună în departamentul Nord, Franța. În 1 ianuarie 2022 avea o populație de 5.343 de locuitori.